# O.S.C.A.

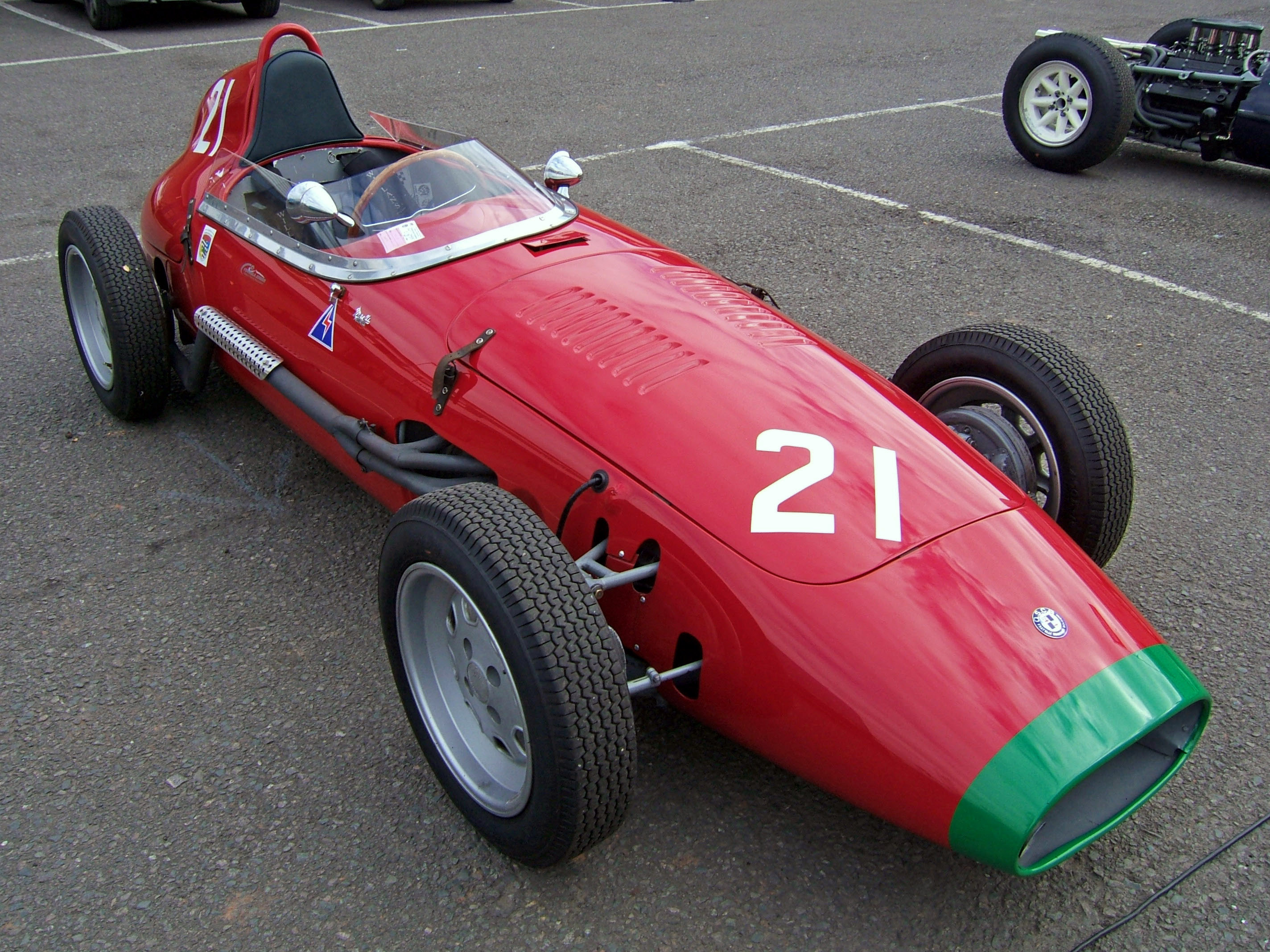
FJ 1100 de 1959 en Donington Park (2007)

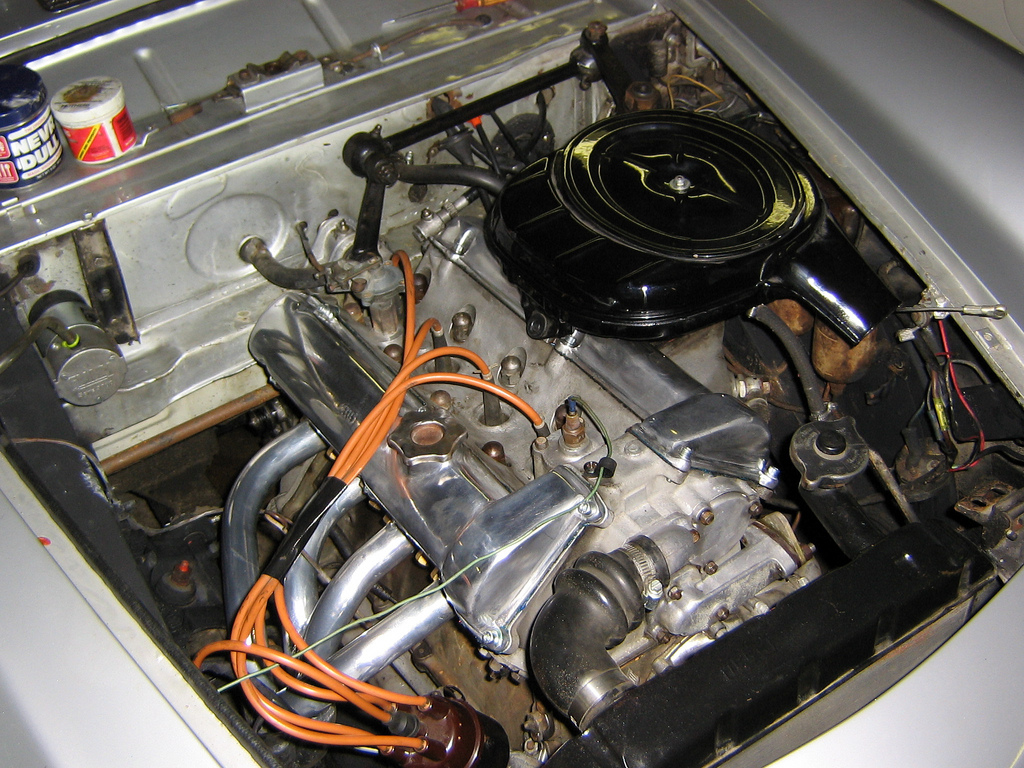
Motor OSCA de doble árbol de levas en cabeza del Fiat 1500 S

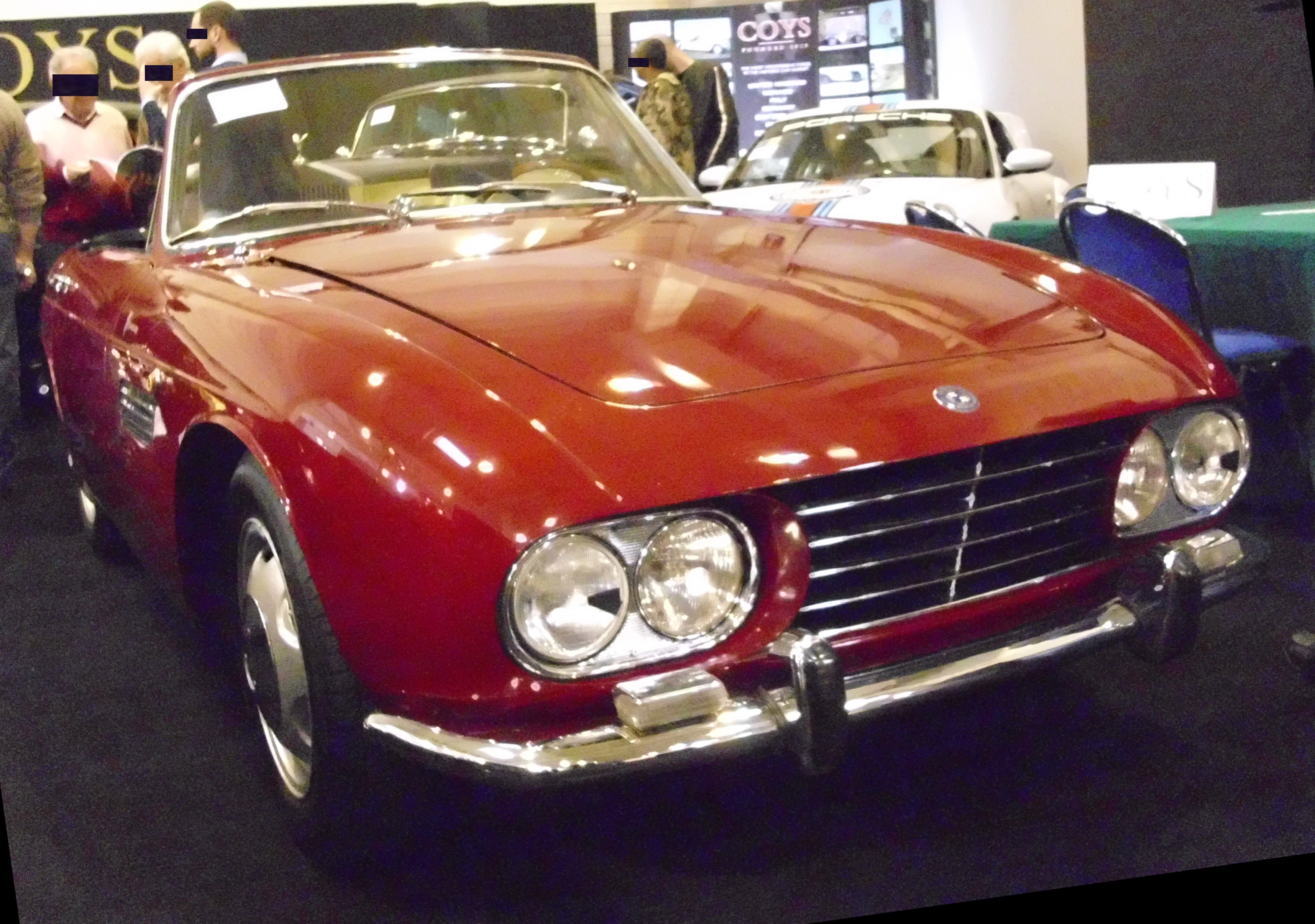
Osca 1600 GT2 de 1963 con carrocería Fissore

O.S.C.A. (Officine Specializzate Costruzione Automobili — Fratelli Maserati SpA) fue un fabricante italiano de automóviles de competición y deportivos establecido en 1947 en San Lazzaro di Savena, Bolonia, por los hermanos Maserati, que finalizó su actividad en 1967. Su nombre generalmente se abrevia como OSCA u Osca.

## Historia
La empresa O.S.C.A. fue fundada en 1947 por Ernesto Maserati (gerente de ingeniería) y sus dos hermanos Ettore, y Bindo (gerentes de operaciones), quienes habían dejado Maserati después de que terminara su contrato de diez años con Adolfo Orsi. Diez años antes, en 1937, los hermanos Maserati restantes habían vendido sus acciones de la empresa a la familia Orsi, quienes, en 1940, habían trasladado la sede de la empresa a su ciudad natal de Módena, donde permanece hasta el día de hoy.
La fábrica de O.S.C.A. estaba ubicada en San Lazzaro di Savena en las afueras de Bolonia, donde los Maserati se fabricaron originalmente de 1926 a 1940. Su objetivo comercial básico era desarrollar un automóvil para competir en la popular clase de carreras italiana de 1100 cc.
El primer automóvil de O.S.C.A. fue el MT4, con las iniciales de la denominación Maserati Tipo 4 cilindri. El motor de 1092 cc, que producía (72 CV (53 kW; 71 HP) a 6000 rpm, tenía un bloque de diseño propio, culata de aleación, y la carrocería se construyó como una  barchetta de dos plazas. El MT4 corrió por primera vez en 1948 en el Circuito de Pescara y en el Gran Premio de Nápoles, donde manejado por Luigi Villoresi alcanzó la victoria. El motor se modificó a 1342 cc (con 90 CV (66 kW; 89 HP) a 5500 rpm) en 1949.
En 1950, un nuevo motor con árbol de levas en cabeza (el MT4-2AD) elevó la potencia a un máximo de 100 CV (74 kW; 99 HP) a 6300 rpm, y en 1953 el motor se amplió a 1453 cc, produciendo 110 CV (81 kW; 108 HP) a 6200 rpm. El nuevo motor tipo 372 DS de dobles bujías con 1491 cc, que producía 120 CV (88 kW; 118 HP) a 6300 rpm, se utilizó más tarde en el O.S.C.A. MT4 TN (las iniciales de Tipo Nuovo, "nuevo modelo") de 1955. Con este nuevo motor, el coche recibió el nuevo nombre de FS 372, construyéndose cinco unidades. Uno de ellos perteneció a Sir Stirling Moss, quien corrió en carreras históricas por todo el mundo hasta su retirada en 2011. Las versiones de este motor se utilizaron en modelos cupés y descapotables de Fiat desde 1959 hasta 1966.
Estos automóviles eran principalmente barchettas, pero algunos se construyeron como berlinettas diseñadas por Pietro Frua y Carrozzeria Vignale. Un MT4 con carrocería Vignale participó en la clase de 1500 cc en las 24 Horas de Le Mans en 1953.
Los pilotos Stirling Moss y Bill Lloyd vencieron en las 12 Horas de Sebring de 1954 al volante de un O.S.C.A. MT4 como parte del Equipo Briggs Cunningham.
Desde 1951 hasta 1962, automóviles o motores fabricados por O.S.C.A. también participaron en algunos eventos de Fórmula 1 y Fórmula 2, aunque principalmente construyeron pequeños autos deportivos, algunos diseñados por Pietro Frua. En el Campeonato Mundial de Sport Prototipos OSCA ocupó el décimo lugar (1953), cuarto (1954), sexto (1957), quinto (1958) y cuarto (1961).
El 70 HP (52 kW) tipo S 187 de 750 cc se introdujo en 1956. Con un peso de 430 kg (948 lb), este automóvil tenía una velocidad máxima de 110 mph (177 km/h). El nombre "187" se refiere al desplazamiento en centímetros cúbicos de cada cilindro del motor. En 1959 Jim Eichenlaub ganó el título estadounidense H-Mod con este OSCA S 187. Con un presupuesto reducido, Eichenlaub a menudo dormía en su remolque porque no tenía dinero para un motel. Sin embargo, ganó su primera carrera en Pensacola en abril de 1959.
En la Formula Júnior (FJ) se usó un motor Fiat de 1089 cc, y se obtuvieron victorias por parte de Colin Davis y Berardo Taraschi en 1959.
En 1963 los hermanos Maserati vendieron la empresa al conde Domenico Agusta, propietario de MV Agusta, realizando trabajos de diseño para Agusta hasta 1966. Uno de sus diseños finales fue un motor de cuatro cilindros desmodrómico. La empresa O.S.C.A. finalizó sus operaciones en 1967.

### Modelos Fiat con motor OSCA
Los Fiat 1500S Cupé y Convertible estaban disponibles con el motor de 1491 cc de doble árbol de levas de OSCA, mientras que los 1200 se fabricaron con un motor Fiat. Estos modelos 1500S con un motor de 90 CV (66 kW) salieron a la venta en noviembre de 1959, con carrocería Pininfarina. El motor se actualizó a 1568 cc y 100 CV (74 kW) en el verano de 1962 (1600 S) gracias a un aumento del diámetro de 2 mm, y la carrocería se sometió a un lavado de cara cuando el 1200 original fue reemplazado en 1963 por el Fiat 1300/1500. Este último continuó en producción hasta que a su vez se sustituyó por el Fiat 124 cupé/spider, con el propio motor de doble árbol de levas Fiat, a finales de 1966. OSCA también ofreció sus propios coches propulsados por un derivado de este motor, como el 1600 GT2 con carrocería Fissore y los más atractivos Zagato GT y GTS.

## Vehículos
Nombre y año de introducción:
- Osca MT4 (1947)
- Osca S187 (1956)
- Osca 750S (1957)
- Osca 1100 FJ (para Fórmula Júnior)
- Osca 1100 (1960)
- Osca 2000 Desmodromico (Morelli, 1959/60)
- Osca 1600 GT (1960)
- Osca 1600 GT2 (1962)
- Osca 1600 SP (1963)

## Resultados

### Fórmula 1
(Clave) (negrita indica pole position) (cursiva indica vuelta rápida)

| Año     | Equipo          | Chasis | Motor        | Neu. | Pilotos         | 1   | 2   | 3   | 4   | 5   | 6   | 7   | 8   | 9   | 10  | 11  | Pos. | Puntos |
| ------- | --------------- | ------ | ------------ | ---- | --------------- | --- | --- | --- | --- | --- | --- | --- | --- | --- | --- | --- | ---- | ------ |
| 1951    | OSCA Automobili | 4500G  | 4500 4.5 V12 | P    |                 | SUI | 500 | BEL | FRA | GBR | GER | ITA | ESP |     |     |     | -[1] | -[1]   |
| 1951    | OSCA Automobili | 4500G  | 4500 4.5 V12 | P    | Franco Rol      |     |     |     |     |     |     | 9   |     |     |     |     | -[1] | -[1]   |
| 1952    | Élie Bayol      | 20     | 2000 2.0 L6  | P    |                 | SUI | 500 | BEL | FRA | GBR | GER | NED | ITA |     |     |     | -[1] | -[1]   |
| 1952    | Élie Bayol      | 20     | 2000 2.0 L6  | P    | Élie Bayol      |     |     |     |     |     |     |     | Ret |     |     |     | -[1] | -[1]   |
| 1953    | Louis Chiron    | 20     | 2000 2.0 L6  | P    |                 | ARG | 500 | NED | BEL | FRA | GBR | GER | SUI | ITA |     |     | -[1] | -[1]   |
| 1953    | Louis Chiron    | 20     | 2000 2.0 L6  | P    | Louis Chiron    |     |     |     |     | 15  | DNS |     | DNS | 10  |     |     | -[1] | -[1]   |
| 1953    | Élie Bayol      | 20     | 2000 2.0 L6  | P    | Élie Bayol      |     |     |     |     | Ret |     |     | DNS | Ret |     |     | -[1] | -[1]   |
| 1958    | OSCA Automobili | F2     | 372 1.5 L4   | P    |                 | ARG | MON | NED | 500 | BEL | FRA | GBR | GER | POR | ITA | MOR | NC   | 0      |
| 1958    | OSCA Automobili | F2     | 372 1.5 L4   | P    | Giulio Cabianca |     | DNQ |     |     |     |     |     |     |     |     |     | NC   | 0      |
| 1958    | OSCA Automobili | F2     | 372 1.5 L4   | P    | Luigi Piotti    |     | DNQ |     |     |     |     |     |     |     |     |     | NC   | 0      |
| Fuente: |                 |        |              |      |                 |     |     |     |     |     |     |     |     |     |     |     |      |        |

### Como proveedor de motores
(Clave) (negrita indica pole position) (cursiva indica vuelta rápida)

| Año     | Equipo               | Chasis           | Motor        | Neu. | Pilotos             | 1   | 2   | 3   | 4   | 5   | 6   | 7   | 8   | 9   | Pos. | Puntos |
| ------- | -------------------- | ---------------- | ------------ | ---- | ------------------- | --- | --- | --- | --- | --- | --- | --- | --- | --- | ---- | ------ |
| 1951    | Prince Bira          | Maserati 4CLT/48 | 4500 4.5 V12 | P    |                     | SUI | 500 | BEL | FRA | GBR | GER | ITA | ESP |     | -[1] | -[1]   |
| 1951    | Prince Bira          | Maserati 4CLT/48 | 4500 4.5 V12 | P    | B. Bira             |     |     |     |     |     |     |     | Ret |     | -[1] | -[1]   |
| 1959    | OSCA Automobili      | Cooper T43       | 2.0 L4       | D    |                     | MON | 500 | NED | FRA | GBR | GER | POR | ITA | USA | NC   | 0      |
| 1959    | OSCA Automobili      | Cooper T43       | 2.0 L4       | D    | Alejandro De Tomaso |     |     |     |     |     |     |     |     | Ret | NC   | 0      |
| 1961    | Scuderia Serenissima | De Tomaso F1     | 372 1.5 L4   | D    |                     | MON | NED | BEL | FRA | GBR | GER | ITA | USA |     | NC   | 0      |
| 1961    | Scuderia Serenissima | De Tomaso F1     | 372 1.5 L4   | D    | Giorgio Scarlatti   |     |     |     | Ret |     |     |     |     |     | NC   | 0      |
| 1961    | Scuderia Settecolli  | De Tomaso F1     | 372 1.5 L4   | D    | Roberto Lippi       |     |     |     |     |     |     | Ret |     |     | NC   | 0      |
| 1962    | Scuderia Settecolli  | De Tomaso F1     | 372 1.5 L4   | D    |                     | NED | MON | BEL | FRA | GBR | GER | ITA | USA | RSA | NC   | 0      |
| 1962    | Scuderia Settecolli  | De Tomaso F1     | 372 1.5 L4   | D    | Roberto Lippi       |     |     |     |     |     |     | DNQ |     |     | NC   | 0      |
| Fuente: |                      |                  |              |      |                     |     |     |     |     |     |     |     |     |     |      |        |

Notas
- [1] - El Campeonato Mundial de Constructores no existía antes de 1958.